# Пфеффель (миннезингер)
Пфеффель (нем. Pfeffel) — немецкий миннезингер XIII века. Образцы творчества и портретное изображение сохранилось в Манесском кодексе

## Биография
Миннезингер рыцарского звания, Пфеффель творил во время правления Фридриха Австрийского (1230—1246). Вероятно, он не был австрийским уроженцем, но вписался в круг придворных менестрелей, подобных брату Вернеру, Рейнмару фон Цветер, Нейдхарту фон Рейнталь, Тангейзеру и другим. В Парижском манускрипте, содержание которого распределено по странам, откуда миннзингеры происходили, Пфеффель отнесён к швейцарцам; в одной из базельских грамот от 1243 года Пфеффель именуется происходящим из Западной Германии. Тем не менее, Конрад Бурдах уточнял, что тождество автора текстов и упоминаемого в документах Пфеффеля не может быть доказано.
Известная датировка произведения Пфеффеля привязана к историческим реалиям того времени.
Описанные Пфеффелем события могут быть отнесены к трем датам. Во-первых, успешная оборона герцога против Куенргингеров привела к периоду спокойствия, продолжавшемуся с начала до осени 1232 года. Но все же предшествующая борьба была достаточно короткой, чтобы оправдать радость поэта. Более вероятно, что более опасной была борьба с соседними государствами (Баварией, Богемией и Венгрией) в 1233 году. Спокойствия после этой борьбы в 1234 году могло действительно казаться возвращением светлого дня после долгой ночи. Возможно даже предположить примерное время написания — ко дню бракосочетания сестры Фридриха Констанции с маркграфом Генрихом III 1 мая. Это был роскошный праздник, на котором присутствовали мать Фридриха Феодора, ландграф Тюрингии Генрих Распе, несколько епископов, многочисленное дворянство. Еще одна возможная дата написания — Рождество 1239 года. После 4-х лет смертельной борьбы, Фридрих вышел победителем, законным владетелем своих земель, получил независимость от императора. Фридрих жаловал важные права и привилегии городам, гражданам и дворянам, сделал щедрые пожертвования, амнистировал противников. Произведения Пфеффеля стали особенно популярны в дни многочисленных празднеств 1240 г. Второе произведение Пфеффеля обращено к молодому человеку, передает ему мудрости жизни. Третье является любовной песней с нагромождением модных традиционных эпитетов. Критики отмечают отсутствие глубокого внутреннего содержания, но оценили изящество.
Все произведения Пфеффеля несут в себе идеи и многие поэтические формы его учителя Вальтера фон дер Фогельвейде. По мнению исследователей, именно Пфеффель был лучшим учеником Вальтера. Его произведения еще не похожи на придворную поэзию Недхарта фон Ройенталя, не обременены тяжеловесными фантастическими эпитетами Рейнмара фон Цветера, а являются образцом классических произведений странствующего миннезингера Средневековья.